# Campeonato Mundial de Esquí de Montaña de 2023
El Campeonato Mundial de Esquí de Montaña de 2023 se celebró en Boí Taüll (España) del 28 de febrero al 5 de marzo de 2023, bajo la organización de la Federación Internacional de Esquí de Montaña (ISMF).
Además, este Mundial se disputa en un ciclo olímpico en el que el esquí de montaña por primera vez lo será, en los Juegos Olímpicos de Milán-Cortina d'Ampezzo 2026.

## Resultados

### Senior
| Evento                        | Oro                                         | Plata                                            | Bronce                                       |
| ----------------------------- | ------------------------------------------- | ------------------------------------------------ | -------------------------------------------- |
| Carrera sprint masculina      | Oriol Cardona · España                      | Thibault Anselmet Francia                        | Robin Galindo Francia                        |
| Carrera vertical masculina    | Rémi Bonnet · Suiza                         | Maximilien Drion du Chapois · Bélgica            | Gedeon Pochat Cottilloux Francia             |
| Carrera individual masculina  | Rémi Bonnet · Suiza                         | Matteo Eydallin · Italia                         | Robert Antonioli · Italia                    |
| Carrera por equipos masculina | Matteo Eydallin · Robert Antonioli · Italia | Xavier Gachet William Bon Mardion Francia        | Davide Magnini · Nadir Maguet · Italia       |
| Carrera sprint femenina       | Marianna Jagercikova · Eslovaquia           | Marianne Fatton · Suiza                          | Emily Harrop Francia                         |
| Carrera vertical femenina     | Axelle Gachet Mollaret Francia              | Sarah Dreier · Austria                           | Alba de Silvestro · Italia                   |
| Carrera individual femenina   | Axelle Gachet Mollaret Francia              | Alba de Silvestro · Italia                       | Giulia Murada · Italia                       |
| Carrera por equipos femenina  | Axelle Gachet Mollaret Emily Harrop Francia | Giulia Murada · Alba de Silvestro · Italia       | Célia Perillat Pessey Candice Bonnel Francia |
| Carrera mixta                 | Thibault Anselmet Emily Harrop Francia      | Giulia Murada · Nicolò Ernesto Canclini · Italia | Axelle Gachet Mollaret Robin Galindo Francia |

### Sub-23
| Evento                       | Oro                       | Plata                     | Bronce                      |
| ---------------------------- | ------------------------- | ------------------------- | --------------------------- |
| Carrera sprint masculina     | Robin Galindo Francia     | Matteo Favre · Suiza      | Ot Martínez · España        |
| Carrera vertical masculina   | Anselme Damevin Francia   | Thomas Bussard · Suiza    | Paul Verbnjak · Austria     |
| Carrera individual masculina | Anselme Damevin Francia   | Thomas Bussard · Suiza    | Paul Verbnjak · Austria     |
| Carrera sprint femenina      | Caroline Ulrich · Suiza   | Katia Mascherona · Italia | María Costa Díez · España   |
| Carrera vertical femenina    | Katia Mascherona · Italia | Lisa Moreschini · Italia  | Caroline Ulrich · Suiza     |
| Carrera individual femenina  | Caroline Ulrich · Suiza   | Katia Mascherona · Italia | Samantha Bertolina · Italia |

### Sub-20
| Evento                       | Oro                          | Plata                           | Bronce                      |
| ---------------------------- | ---------------------------- | ------------------------------- | --------------------------- |
| Carrera sprint masculina     | Finn Hösch · Alemania        | Jon Kistler · Suiza             | Jérémy Anselmet Francia     |
| Carrera vertical masculina   | Oriol Olm Rouppert · Andorra | Loïc Dubois · Suiza             | Julian Tristscher · Austria |
| Carrera individual masculina | Nils Oberauer · Andorra      | Gheorghe-Petrut Jinga · Rumania | Davide Sambrizzi · Italia   |
| Carrera sprint femenina      | Yuzhen Lamu China            | María Ordoñez Cobacho · España  | Thibe Deseyn · Suiza        |
| Carrera vertical femenina    | Thybe Deseyn · Suiza         | Louise Trincaz Francia          | Noemi Junod · Italia        |
| Carrera individual femenina  | Louise Trincaz Francia       | Noemi Junod · Italia            | Thibe Deseyn · Suiza        |

### Sub-18
| Evento                       | Oro                                | Plata                                  | Bronce                                      |
| ---------------------------- | ---------------------------------- | -------------------------------------- | ------------------------------------------- |
| Carrera sprint masculina     | Erik Canovi · Italia               | Mathieu Pharisa · Suiza                | Griffin Briley Estados Unidos               |
| Carrera vertical masculina   | Erik Canovi · Italia               | Griffin Briley Estados Unidos          | Silvano Wolf · Austria                      |
| Carrera individual masculina | Griffin Briley Estados Unidos      | Silvano Wolf · Austria                 | Erik Canovi · Italia                        |
| Carrera sprint femenina      | Laia Sellés · España               | Eva Matejovicova · República Checa     | Melissa Bertolina · Italia                  |
| Carrera vertical femenina    | Yuzhen Cidan China                 | Laia Sellés · España                   | Alba Fernández Campos · España              |
| Carrera individual femenina  | Yuzhen Cidan China                 | Laia Sellés · España                   | Melissa Bortolina · Italia                  |
| Relevo mixto                 | Thibe Deseyn · Jon Kistler · Suiza | Louise Trincaz Jérémy Anselmet Francia | Lea Ancion Havet · Tomeu Comellas · Andorra |

## Medallero por países
| Núm. | País            | Oro | Plata | Bronce | Total |
| ---- | --------------- | --- | ----- | ------ | ----- |
| 1    | Francia         | 9   | 3     | 6      | 18    |
| 2    | Francia         | 9   | 3     | 6      | 18    |
| 3    | Italia          | 4   | 9     | 12     | 25    |
| 4    | China           | 3   | 0     | 0      | 3     |
| 5    | España          | 2   | 3     | 3      | 8     |
| 6    | Austria         | 1   | 2     | 4      | 7     |
| 7    | Estados Unidos  | 1   | 1     | 1      | 3     |
| 8    | Bélgica         | 1   | 1     | 0      | 2     |
| 9    | Andorra         | 1   | 0     | 1      | 2     |
| 10   | Alemania        | 1   | 0     | 0      | 1     |
| 10   | Eslovaquia      | 1   | 0     | 0      | 1     |
| 12   | República Checa | 0   | 1     | 0      | 1     |
| 12   | Rumania         | 0   | 1     | 0      | 1     |
|      | TOTAL           | 30  | 30    | 30     | 90    |